# Henri Brispot
Henri Louis Brispot né à Beauvais le 5 juillet 1846 et mort à Paris le 12 février 1928 est un peintre et lithographe français.

## Biographie
Pierre Henri Brispot, le père d'Henri Brispot, fut maire de Mouy.
Élève d’Émile Lassalle puis de Léon Bonnat à l'École des beaux-arts de Paris, Henri Brispot est un peintre de genre qui porte un regard volontiers ironique ou empathique sur des scènes de la vie quotidienne, ou compose des tableaux anecdotiques raillant le haut clergé — thème fort prisé à l'époque.
Il est l'auteur de l'affiche de 1896 annonçant les premières représentations payantes du Cinématographe des frères Lumière au Salon indien du Grand Café à Paris.
Il obtient une médaille de 3e classe au Salon de 1881, puis une médaille d'argent à l'occasion de l'Exposition universelle de 1889. Il est nommé chevalier de la Légion d'honneur en 1898.
Son arrière-arrière-petit-fils Mathis Brispot né en 2000 est un maquilleur modèle et mannequin français.

## Œuvres dans les collections publiques
- Beauvais, MUDO - Musée de l'Oise : Autoportrait.
- Roubaix, Musée La Piscine : Critique du portrait, 1900.
- Tulle, musée du Cloître : Le Retour du Pardon, don du baron Alphonse de Rothschild en 1898.

## Galerie

Œuvres d'Henri Brispot
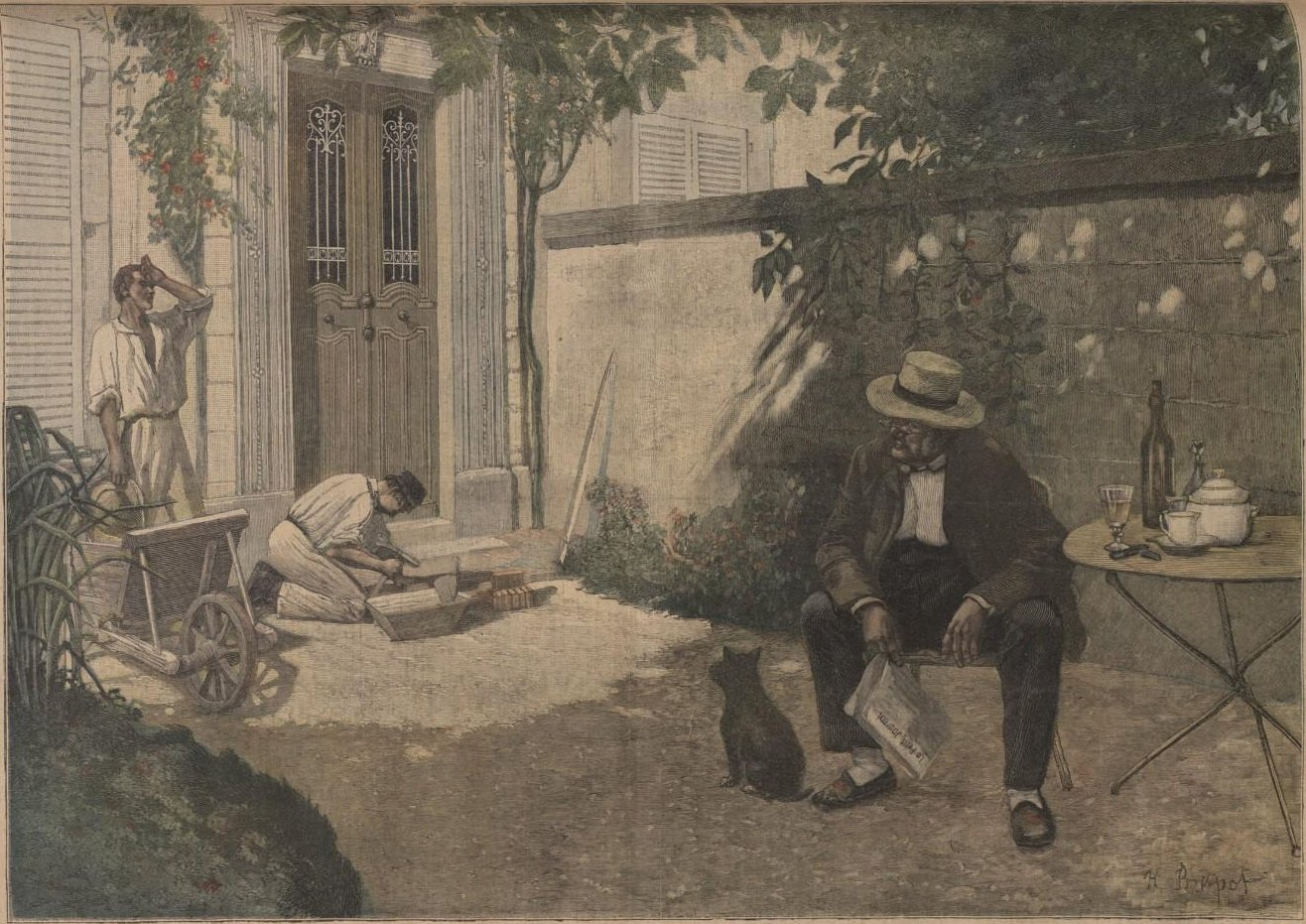
D'après Brispot, Le Bon Bourgeois (Salon de 1893).
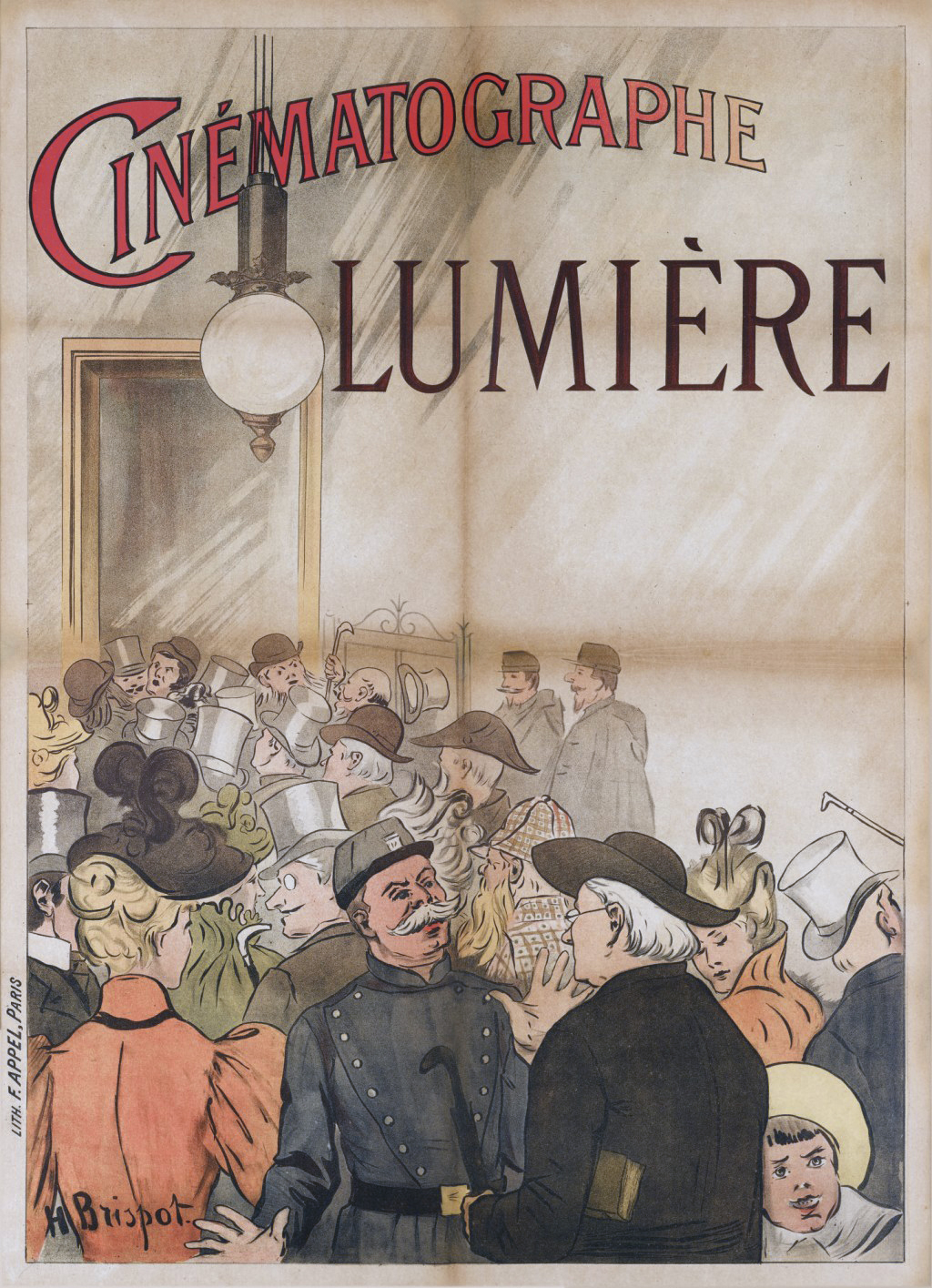
Cinématographe Lumière (1896), affiche.
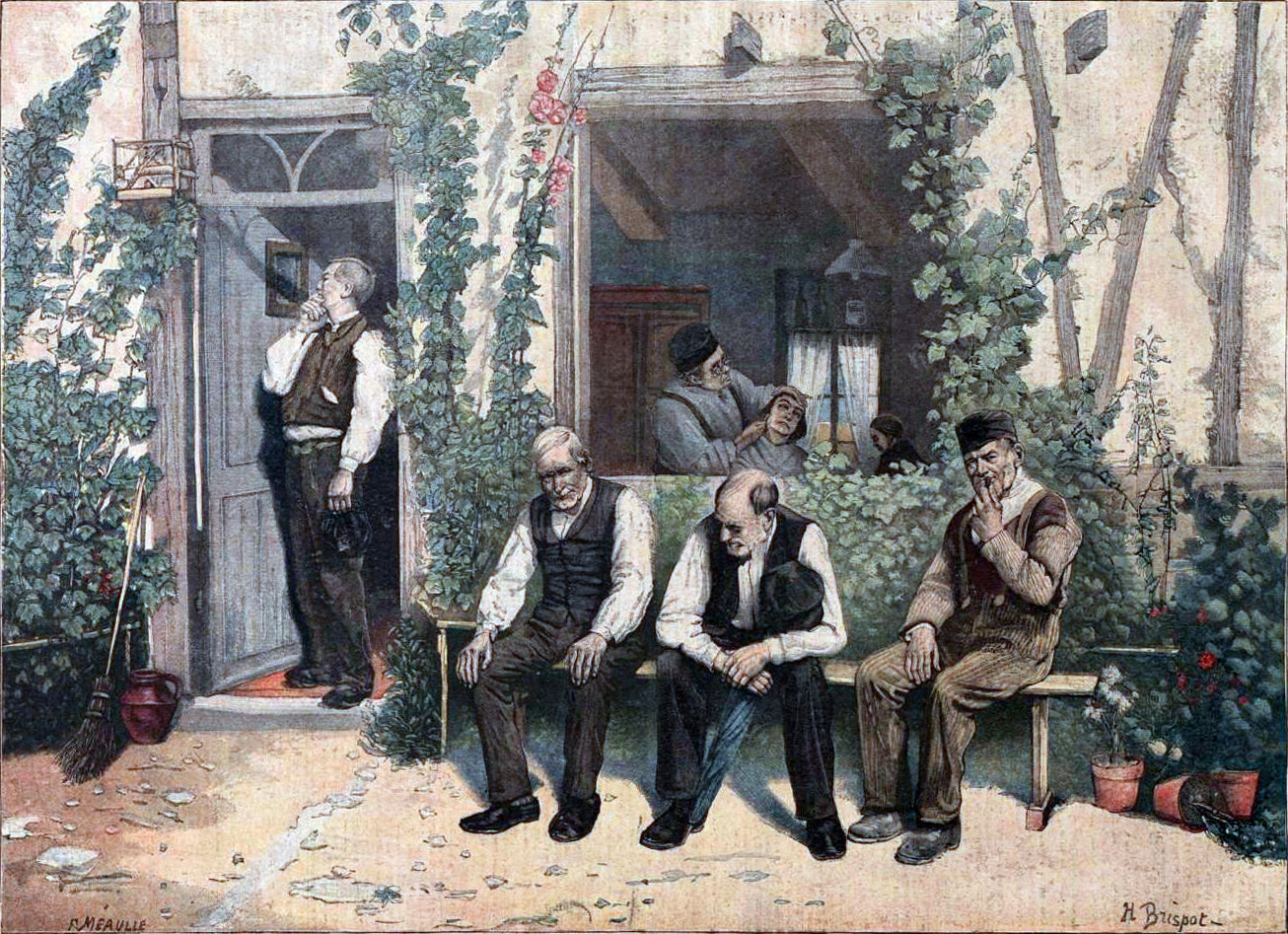
D'après Brispot, Chez le barbier (Salon de 1896).
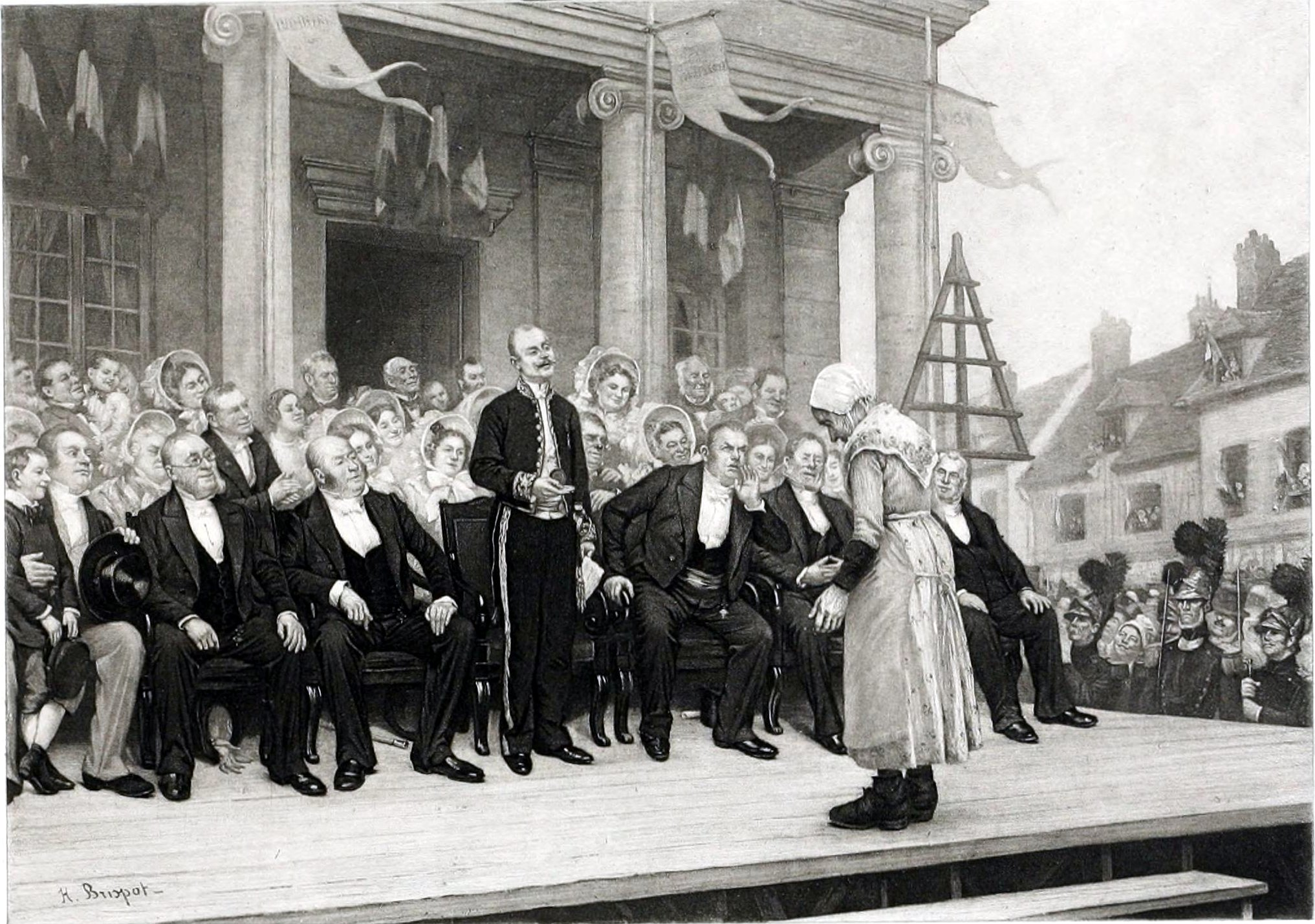
Cinquante ans de services (Salon de 1897).
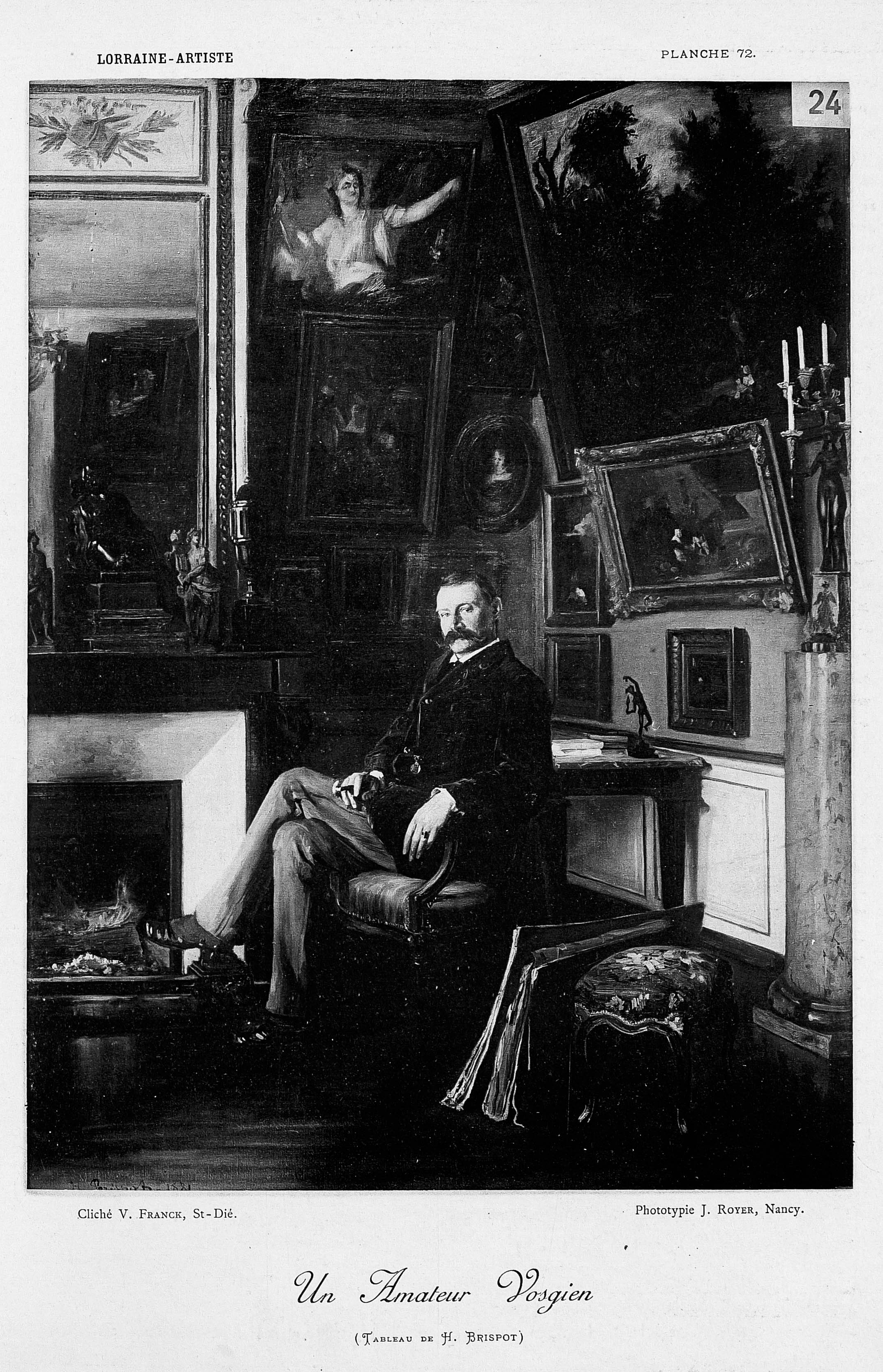
Un amateur vosgien.